# Pachycnema crassipes
Pachycnema crassipes är en skalbaggsart som beskrevs av Fabricius 1775. Pachycnema crassipes ingår i släktet Pachycnema och familjen Melolonthidae. Inga underarter finns listade i Catalogue of Life.